# بونتيسمينون (سيرري)
بونتيسمينون (Ποντισμένον) هي مدينة في سيرري في مقاطعة فوريا إلادا في اليونان.